# Денцлинген
Денцлинген (њем. Denzlingen) општина је у њемачкој савезној држави Баден-Виртемберг. Једно је од 24 општинска средишта округа Емендинген. Према процјени из 2010. у општини је живјело 13.557 становника. Посједује регионалну шифру (AGS) 8316009.

## Географски и демографски подаци
Денцлинген се налази у савезној држави Баден-Виртемберг у округу Емендинген. Општина се налази на надморској висини од 234 метра. Површина општине износи 17,0 km². У самом мјесту је, према процјени из 2010. године, живјело 13.557 становника. Просјечна густина становништва износи 800 становника/km².

## Међународна сарадња
| Мјесто         | Држава               | Врста сарадње | Од    |
| -------------- | -------------------- | ------------- | ----- |
| Чита дел Пјеве | Италија              | партнерство   | 1994. |
| Норт Хајкхам   | Уједињено Краљевство | партнерство   | 1988. |
|                | Француска            | партнерство   | 1974. |
| Извор          |                      |               |       |